# Euphorbia inarticulata
Euphorbia inarticulata är en törelväxtart som beskrevs av Georg August Schweinfurth. Euphorbia inarticulata ingår i släktet törlar, och familjen törelväxter. Inga underarter finns listade i Catalogue of Life.